# Posto Santo
Posto Santo es una freguesia portuguesa perteneciente al municipio de Angra do Heroísmo, situado en la Isla Terceira, Región Autónoma de Azores. Posee un área de 22,21 km² y una población total de 1005 habitantes (2001). La densidad poblacional asciende a 43,5 hab/km². Se encuentra a una latitud de 338.6666667 N y una longitud 27.2333333 O. La freguesia se encuentra a 45 m s. n. m. Fue creada el 15 de septiembre de 1980, a partir del territorio que integraba la freguesia de Santa Luzía.
- Datos: Q931004
- Multimedia: Posto Santo (Angra do Heroísmo) / Q931004

1. ↑  Worldpostalcodes.org,código postal n.º 9700-238.